# Élections étatiques de 2022 dans l'État de Durango
Les élections étatiques de 2022 dans l'État de Durango se tiennent le 5 juin 2022, afin d'élire le gouverneur de l'État de Durango pour un mandat de 6 ans.

État de Durango.

## Mode de scrutin
Le gouverneur est élu au scrutin uninominal majoritaire à un tour.

## Résultats
|                        | C'est pour Durango - Parti révolutionnaire institutionnel (PRI) - Parti action nationale (PAN) - Parti de la révolution démocratique (PRD)                                               | Esteban Villegas Villarreal (PRI) | 368 859   | 55,23 |  |  |
|                        | Ensemble, nous faisons l'histoire - Mouvement de régénération nationale (MORENA) - Parti vert écologiste du Mexique (PVEM) - Parti du travail (PT) - Réseaux sociaux progressistes (RSP) | Marina Vitela Rodríguez (MORENA)  | 269 479   | 40,35 |  |  |
|                        | Mouvement citoyen (MC) | Patricia Flores Elizondo          | 29 530    | 4,42  |  |  |
|                        | |                                   |           |       |  |  |
| Suffrages exprimés     | Suffrages exprimés | Suffrages exprimés                | 667 868   | 97,37 |  |  |
| Votes nuls             | Votes nuls | Votes nuls                        | 18 041    | 2,63  |  |  |
| Total                  | Total | Total                             | 685 909   | 100   |  |  |
| Abstention             | Abstention | Abstention                        | 643 866   | 48,42 |  |  |
| Inscrits/Participation | Inscrits/Participation | Inscrits/Participation            | 1 329 775 | 51,58 |  |  |